# Bitter Blood (televíziós sorozat)
A Bitter Blood (ビター・ブラッド; Bitá buraddo; Hepburn: Bitā Buraddo) 2014-ben bemutatott japán televíziós sorozat, melyet a Fuji TV vetített Szató Takeru és Vatabe Acuró főszereplésével. A sorozatot Sizukui Súszuke azonos című regénye alapján készítették.

## Cselekmény
Szahara Nacuki frissen végzett a rendőrakadémián, a ginzai rendőrséghez osztják be nyomozónak, ahol partnerének nem mást jelölik ki, mint Simao Akimurát, Nacuki apját, aki 12 évvel korábban elhagyta a családját. Nacuki neheztel az apjára emiatt, és nem szívesen dolgozik együtt vele. A nyomozópáros rejtélyes bűnesetek nyomába ered, közben pedig olyan dolgokat tanulnak meg egymásról, amelyeket nem is gondoltak volna, így apa és fia közelebb kerül egymáshoz.

## Szereplők
- Szató Takeru mint Szahara Nacuki
- Vatabe Acuró mint Simao Akimura
- Kucuna Siori mint Maeda Hitomi
- Fukikosi Micuru mint Inagi Tosifumi
- Tanaka Tecusi mint Koga Hiszasi